# Haut de Mondé
Le Haut de Mondé est une colline située sur la commune Villeferry, dans le département de la Côte-d'Or.

## Géographie

### Topographie
Le sommet marneux culmine à 490 m d'altitude et domine la vallée de la Brenne.

### Faune et flore
La colline est peuplée par l'Engoulevent d'Europe, la Perdrix rouge, l'Alouette lulu ou encore le Traquet pâtre.
Elle est occupée par des pelouses et des landes avec des zones temporairement humides. Elle abrite une flore spécifique avec des orchidées, la Pulsatille vulgaire et deux espèces de polygales : Polygala calcarea et Polygala amarella.

## Protection environnementale
Le site est classé zone naturelle d'intérêt écologique, faunistique et floristique de type I, sous le numéro régional n°10060000.